# Famille de Cazillac
 (octobre 2023).
La famille de Cazillac, ou de Cazilhac, Casilhac, Casilhaco, est une ancienne famille noble française originaire du Quercy. Apparue vers le Xe siècle, elle s'est éteinte au XVIIe siècle.

## Historique
La famille de Cazillac est issue d'une certaine famille Bernard, titrés de seigneurs ou vicomtes de Cazillac, un ancien village du Lot. Cette famille Bernard aurait été installé à Cazillac par la famille de Turenne. Après l'an mil, cette famille va prendre pour nom le fief qu'elle possède, devenant ainsi la famille de Cazillac. La filiation de la famille est réellement attestée à partir d'Olivier Ier de Cazillac, seigneur de Cazillac, qui a participé à la cinquième croisade au XIIIe siècle.
En 1434, Bernard V de Cazillac est nommé évêque d'Albi. À peu près à la même époque, la famille de Cazillac s'impose comme une des plus importantes de la région. En effet, Raymond de Cazillac de Bérail devient seigneur de Milhars (dans le Tarn), alors qu'il est déjà seigneur de Tonnac, Lexos, Cessac, Crayssac, Feneyrols et Quergoal.
En 1630, la famille rebâtit son château de Milhars (Tarn), avant que la seigneurie de Milhars ne soit érigée en un marquisat. Le 28 juillet 1679, le dernier membre de la famille de Cazillac, François II de Cazillac, marquis de Milhars, meurt sans descendance mâle, ce qui signe la fin de la famille.

## Famille
- XIIIe siècle : Olivier Ier de Cazillac, seigneur de Cazillac qui a participé à la 5e croisade ;
- Pierre-Bernard de Cazillac, qui épouse en 1258 Idles de Turenne  (fille du vicomte Raymond V de Turenne) ;
- Bertrand Ier de Cazillac, marié à Denise de Néboude ;
- - 1483 : Raymond de Cazillac de Bérail, seigneur de Milhars, Tonnac, Lexos, Cessac, Crayssac, Feneyrols et Quergoal. Il épouse Hélène de Lescure en 1447. Ses trois fils entrent dans des ordres religieux, et il fait donc héritier son neveu Gilles (par testament du 15 janvier 1483), qui suit ;
- - 1509 : Gilles de Cazillac, baron de Cazillac et seigneur de Milhars, Tonnac, Lexos, Cessac, Crayssac et Feneyrols. Il épouse le 10 janvier 1498 Marguerite de Luzech dont il a :
  - Antoinette, qui épouse le 09 juin 1517 le vicomte de Bruniquel François-Roger Ier de Comminges
  - Antoine, qui suit ;
  - Raymond et Arnaud, deux fils illégitimes.
- - 30 septembre 1541 : Antoine de Cazillac, baron de Cazillac et seigneur de Douelle, Noailles, Flaynac (Flagnac ?), Pradines, Cels, Milhars, Tonnac, Lexos, Cessac, Crayssac et Feneyrols. Il est fait chevalier de l'Ordre du roi, commissaire de l'artillerie, puis lieutenant général de l'artillerie du Roi sous les ordres de Galiot de Genouillac. Il meurt le  30 septembre 1541 à Lyon avant d'être inhumé à Milhars. Il avait épousé en premières noces Françoise de Comminges (1516) puis Anne de Crussol (19 novembre 1526), unions dont sont issus :
  - Anne de Cazillac, qui épouse le 19 juillet 1565 Antoine de Cassagne de Beaufort ;
  - François I de Cazillac-Cessac, qui suit.
- 1530 - 21 juin 1593 : François I de Cazillac-Cessac,  baron de Cazillac et seigneur d'Alayrac, Milhars, Noailles, Cessac, Douelle et Crayssac. Fait chevalier de l'ordre du Roi en 1583, il combat les anglais puis les protestants du roi Henri III de Navarre. Il est capitaine au siège de Metz (1552), gentilhomme ordinaire de la chambre du roi, il commande aussi 30 lanciers des ordonnances du Roi. Sa seigneurie de Milhars est occupée par les protestants en 1568. Il est fait prisonnier par les protestants à la bataille de Jarnac (1569) avant d'être échangé. La même année, il se présente au siège de Poitiers pour combattre les protestants de l'amiral de Coligny, puis gouverne Souillac en 1577. Il ne parvient pas à défendre Cahors en 1580, mais est fait maréchal de camp en 1587. Il habite en sécurité en son château de Labéraudié où il réunit une cour d'artistes. Il avait épouse le 12 mars 1562 Claude de Dinteville ;
- 1570 - 6 mars 1633 : Charles de Cazillac-Cessac, vicomte de Larnagol et de Calvignac, baron de Cazillac et de Cessac, seigneur de Milhars, Noailles, Crayssac, Arnac, Lexos et autres places. Il est gouverneur de Chablis (1592), gentilhomme de la chambre du roi (sous Louis XIII), c'est un riche propriétaire terrien qui possède aussi de nombreux moulins (2 à Milhars, un à Arnac, un à Ratayrens, ...), ce qui lui assure une large rente. Il est fait chevalier de l'Ordre du Saint-Esprit (1614) et maréchal (1619). Il combat les protestants lors des rébellions huguenotes des années 1620. Il combat ainsi en juin 1622 à Saint-Antonin, puis y fonde le couvent des Capucins. Il entreprend vers 1630 la reconstruction du château de Milhars. Il avait épousé le 27 janvier 1598 Suzanne de Pérusse des Cars.
- 1600 - 28 juillet 1679 : François II de Cazillac-Cessac, vicomte de Larnagol, Calvignac et Cessac, marquis de Milhars, seigneur de Tonnac, Cessac, Noailles, Alayrac, Lexos, Arnac, Montrosier, Lemur, Saint Michel de Vax, Saint Amans. Il vend en 1638 la vicomté de Calvignac et celle de Larnagol pour pouvoir remanier son château de Milhars et terminer les aménagements commencés par son père. Il finit les travaux en 1661. Comme son père, il obtient de fortes rentes pécuniaires de ses nombreux moulins, mais aussi des droits qu'il possède sur un multitude de fours, pigeonniers, et même sur le bois provenant de la forêt de Grésigne. Il obtient l'érigation de sa seigneurie de Milhars en un marquisat (1653). En 1643, il se présente à la bataille de Rocroy sous les ordres du  duc d'Enghien, mais il est gravement blessé et doit abandonner sa carrière militaire. Il avait épousé le 26 août 1625 Marie de Choiseul, puis après sa mort en 1665, Anne-Louise de Broglie, le 14 septembre 1669. Il meurt finalement le 28 juillet 1679 au château de Labéraudié avant d'être inhumé en la chapelle des Dominicains de Cahors. Néanmoins, il n'a pas d'héritiers masculins, et la famille de Cazillac s'éteint avec lui. Il lègue ses biens à Henri de Guenegaud, fils d'Henri du Plessis-Guénégaud.

## Pour approfondir